# Тауарасы
Тауарасы (каз. Тауарасы) — разъезд в Коксуском районе Жетысуской области Казахстана. Входит в состав Айнабулакского сельского округа. Код КАТО — 194833400.

## Население
В 1999 году население разъезда составляло 42 человека (22 мужчины и 20 женщин). По данным переписи 2009 года, в разъезде проживало 68 человек (36 мужчин и 32 женщины).